# Дубенка (приток Оскола)
Дубенка (Дубна) — река (по данным ГВР ручей) в России, правый приток Оскола в бассейне Дона. Протекает в Губкинском и Старооскольском районах Белгородской области. Длина реки — 12 км. Площадь водосборного бассейна — 141 км².

## Описание
Исток реки находится западней села Дубянка на высоте примерно 140 м над уровнем моря, в верховьях реки расположен участок государственного заповедника «Белогорье» — «Ямская степь». Река течёт на юго-восток. У села Приосколье впадает в реку Оскол на высоте 112 м над уровнем моря. В русле реки обустроено два пруда, в районе сёл Успенка и Николаевка. На последнем обустроена зона отдыха.
В окрестностях села Приосколье, в долине реки обнаружен и исследован археологический памятник — селище срубной культуры.